# Stopień sprężania
Stopień sprężania – stosunek objętości powietrza w cylindrze silnika na końcu suwu ssania do objętości powietrza na końcu suwu sprężania.
Ściślej to stosunek objętości cylindra silnika w dolnym martwym położeniu do objętości cylindra silnika w górnym martwym położeniu.
Rozróżnienie stopnia sprężania i ciśnienia sprężania jest istotne w tłokowych silnikach lotniczych, gdzie w miarę wzrostu wysokości pracy silnika maleje ilość ładunku dostarczana do cylindra i ciśnienie sprężania jest coraz niższe – mimo iż stopień sprężania jest niezmienny.
Z tego powodu tłokowe silniki lotnicze zwykle posiadają doładowanie lub turbodoładowanie.